# Bird Saddle
Der Bird Saddle ist neben dem Terra Nova Saddle und dem Terror Saddle einer der drei markanten Bergsättel auf der antarktischen Ross-Insel. Er verläuft auf einer Höhe von 800 m zwischen dem  1765 m hohen Mount Bird im Norden und dem 3794 m hohen Mount Erebus im Süden.
Benannt ist er nach dem gleichnamigen Berg. Dessen Namensgeber ist Leutnant Edward J. Bird von der Erebus, eines der beiden Schiffe bei der britischen Antarktisexpedition (1839–1843) unter der Leitung von James Clark Ross.